# Hans von der Maase
Hans Rene Rostgaard von der Maase (født 5. marts 1946) er en dansk overlæge ved Rigshospitalet og professor ved Københavns Universitet. Han er leder af Onkologisk Klinik og dermed ansvarlig for kræftbehandlingen.
Han er søn af Ove Rostgaard von der Maase (1923-1964), blev uddannet læge og fik ansættelse på onkologisk afdeling på Herlev Hospital i 1976. Forinden havde han efter afsluttet embedseksamen aftjent sin tid som militærnægter på en skole for psykotiske børn og derefter arbejdet i De Gamles By. Dernæst blev Maase i 1984 ansat på Finsensinstituttet som 1. reservelæge og begyndte at udarbejde en plan for sit disputatsprojekt, som handlede om vekselvirkninger mellem stråbehandling og kemoterapi. Så fulgte tre år som 1. reservelæge på Finseninstituttet, og i 1987 fik han en overlægestilling på onkologisk afdeling på Herlev Hospital, hvor han virkede, indtil han i 1999 fik Danmarks dengang eneste kliniske professorat i onkologi i Aarhus. I 2006 blev han professor i København.
Hans von der Maase har publiceret omkring 230 videnskabelige artikler i tidsskrifter som Journal of Clinical Oncology, Cancer, Cancer Research og The Lancet.
Han var medstifter af og første formand for Foreningen af Yngre Onkologer og efterfølgende mangeårig formand for Dansk Selskab for Onkologi. Aktuelt er han formand for Forskningsstrategisk Udvalg ved SUND, formand for Dansk Kræftforskningsfond, og næstformand for Sundhedsfagligt Råd i Onkologi i Region Hovedstaden.
Han har modtaget en lang række hæderspriser, herunder "Onkologiprisen" i 2000 som er den fornemste hæderspris inden for klinisk onkologi, Dansk Selskab for Cancerforsknings hæderspris i 2004, Acta Oncologicas Prisforlæsning i 2008, William Nielsens hæderspris for indsats inden for eksperimentel kræftbehandling i 2008 og Den Videnskabsetiske Hæderspris fra Den Centrale Videnskabsetiske Komité i 2004.